# Палички Кюїзенера

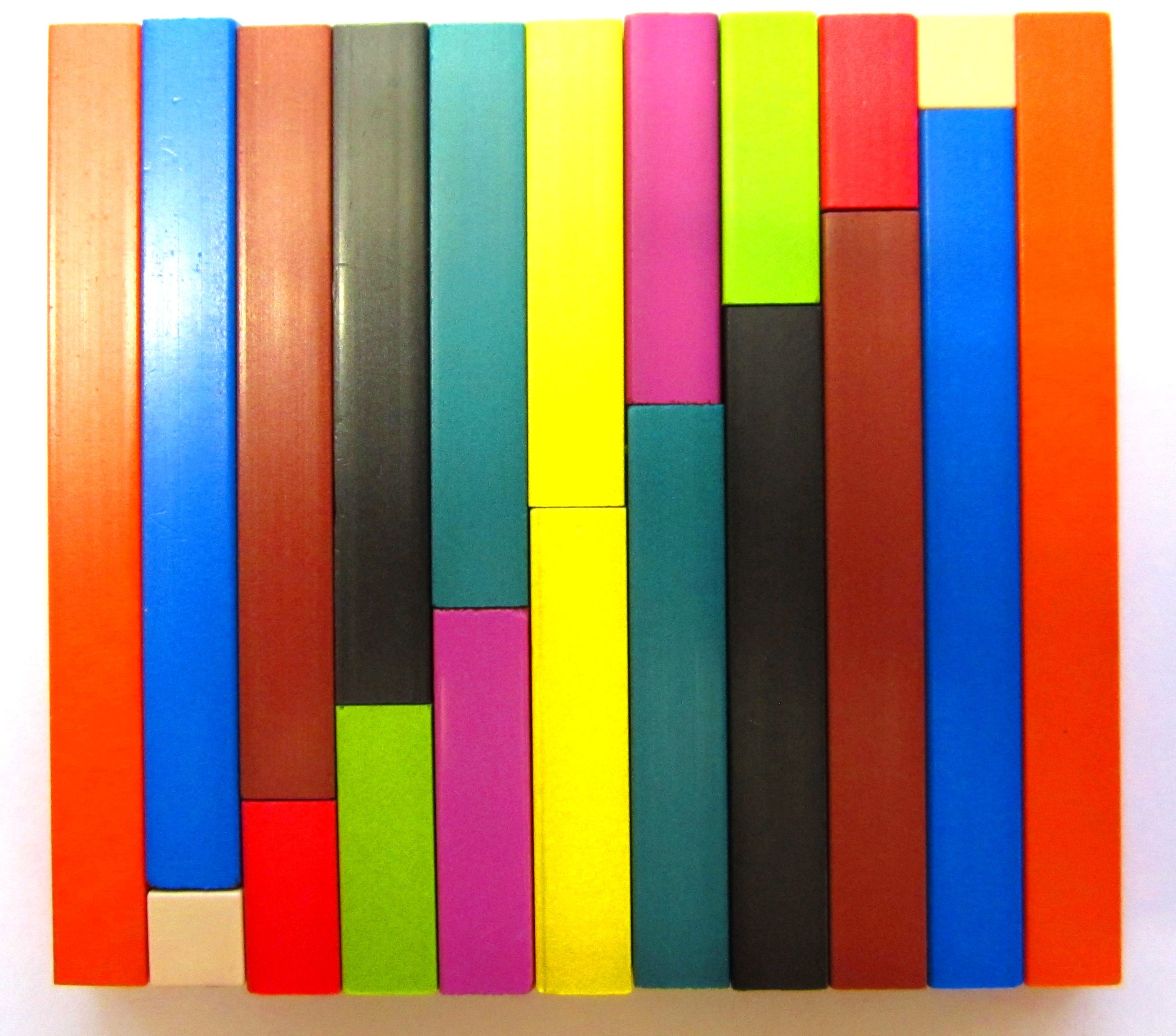
Палички Кюїзенера

Палички Кюїзенера — навчальний дидактичний матеріал для розвитку математичних здібностей дітей. Це набір лічильних паличок, які ще називають «числа в кольорі», «кольоровими паличками», «кольоровими числами», «кольоровими лінієчками».
Набір містить чотиригранні палички у формі призми десяти різних кольорів. Найменша призма має довжину 1 см, тобто є кубиком. Комплект містить такі палички:
- біла призма — число 1 — 25 шт.;
- рожева — число 2 — 20 шт.;
- блакитна — число 3 –16 шт.;
- червона — число 4 — 12 шт.;
- жовта — число 5 — 10 шт.;
- фіолетова — число 6 — 9 шт.;
- чорна — число 7 — 8 шт.;
- бордова — число 8 — 7 шт.;
- синя — число 9 — 5 шт.;
- помаранчева — число 10 — 4 шт.

Вибір кольору має на меті полегшити використання комплекту. Палички, що позначають числа 2, 4, 8, утворюють «червону сім'ю», 3, 6, 9 — «синю сім'ю», 5 і 10 — «жовту сім'ю». Цей поділ паличок на «сім'ї» — не випадковий, а пов'язаний із певним співвідношенням їх за величиною. «Червона сім'я» містить числа, кратні двом, «синя сім'я» складається з чисел, кратних трьом, а числа, кратні п'яти, позначені відтінками жовтого кольору. Кубик білого кольору («біла сім'я») — одиниця. З одиниць можна скласти будь-яке число, виклавши їх по довжині відповідної палички, а число 7 позначено чорним кольором, утворюючи окрему «сім'ю». У кожному з наборів діє правило: чим довша паличка, то більше значення того числа, яке вона позначає. Кольори, у які забарвлені палички, залежать від числових співвідношень, що визначаються простими числами першого десятка натурального ряду чисел. Кожна паличка — це число, виражене кольором і величиною. Палички Кюїзенера призначені безпосередньо для навчання математики та пояснення математичних категорій, понять, також вони мають позитивний вплив на дитину: розвивають дрібну моторику пальців, просторове і зорове сприйняття, привчають до порядку. Цей дидактичний матеріал використовується педагогами в роботі з дітьми, починаючи з молодших груп закладу дошкільної освіти та закінчуючи старшими класами школи.
Використання чисел в кольорі дозволяє розвивати у дошкільнят уявлення про число на основі рахунку і вимірювання. Виділення кольору і довжини паличок (смужок) допомагає освоїти дітям ключові для їхнього віку засоби — сенсорні еталони (еталони кольору, розміру) і такі способи пізнання, як порівняння, зіставлення предметів (за кольором довжиною, шириною, висотою).

## Історія
Педагоги Марія Монтессорі та Фрідріх Фребель використовували палички для позначення чисел, але саме Жорж Кюізенер запровадив палички, які стали використовуватися в усьому світі з 1950-х років. У 1952 році він опублікував книгу «Les nombres en couleurs» («Числа в кольорі»), в якій описав їх використання. Кюізенер, скрипаль, викладав музику, а також арифметику в початковій школі в Тюїні. Він дивувався, чому дітям легко і приємно підбирати мелодію, а математика не приносить їм ні задоволення, ні радості. Ці порівняння з музикою та її репрезентацією наштовхнули Кюїзенера в 1931 році на експеримент з набором з десяти паличок, випиляних з дерева, довжиною від 1 см до 10 см. Він пофарбував палички різної довжини в різні кольори і почав використовувати їх у своєму навчанні арифметики. Винахід залишався майже невідомим за межами села Туїн близько 23 років, поки у квітні 1953 року британський математик і фахівець з математичної освіти Калеб Гаттегно не був запрошений подивитися, як учні використовують палички в Туїні.
Гаттегно заснував компанію Cuisenaire Company в Редінгу, Англія, в 1954 році, і до кінця 1950-х років палички Cuisenaire були прийняті вчителями в 10 000 шкіл у більш ніж ста країнах. Палички отримали широке застосування в 1960-х і 1970-х роках. У 2000 році американська компанія Educational Teaching Aids (ETA) придбала US Cuisenaire Company і створила ETA/Cuisenaire для продажу матеріалів, пов'язаних з паличками Cuisenaire. У 2004 році палички Cuisenaire були представлені на виставці картин і скульптур новозеландського художника Майкла Парековхая.